# Ihlsee und Ihlwald

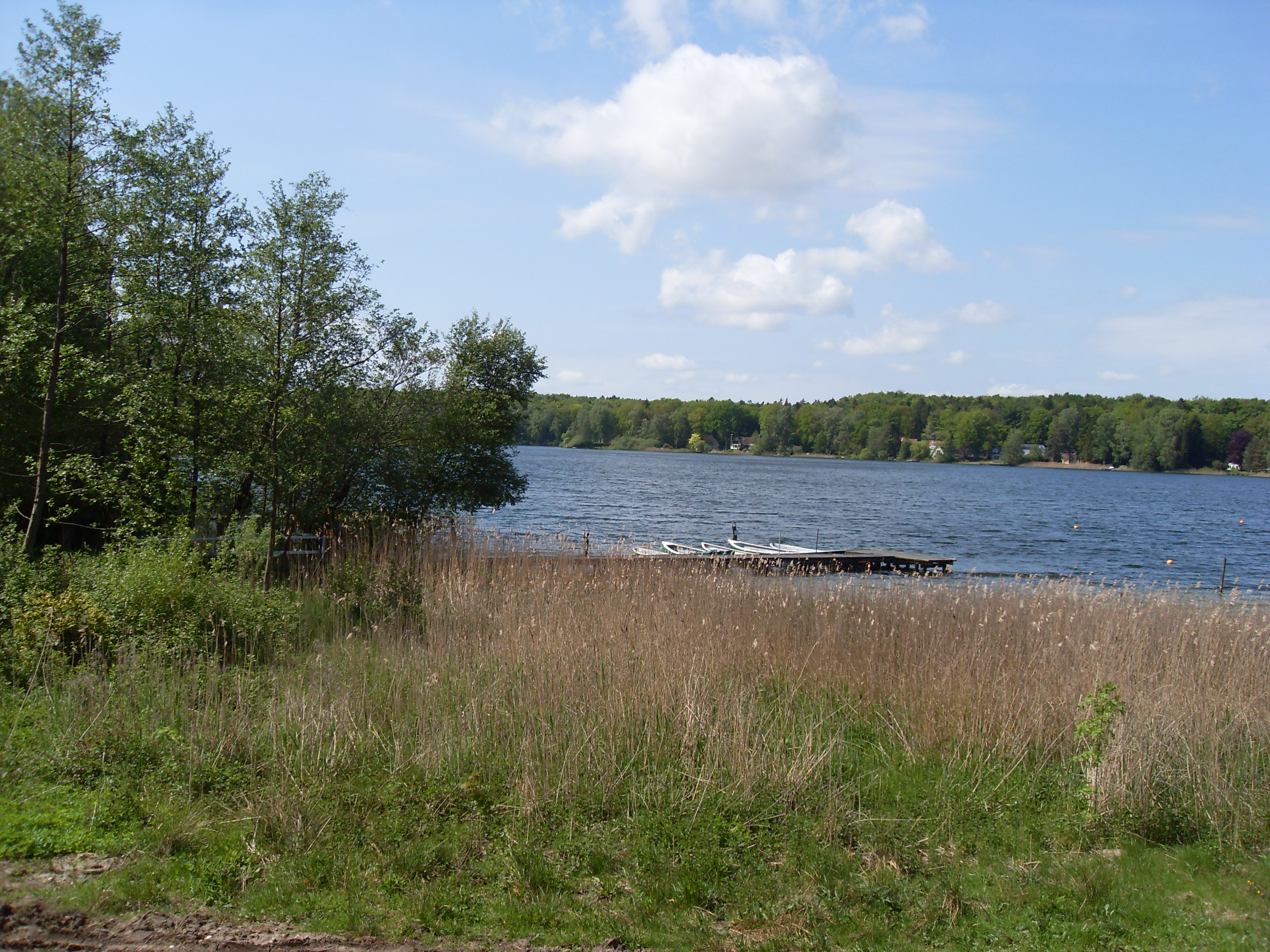
Blick über den Ihlsee von Südosten

Das Naturschutzgebiet Ihlsee und Ihlwald liegt in Schleswig-Holstein, im Kreis Segeberg, nördlich der Stadt Bad Segeberg, noch im Stadtgebiet und westlich von Klein Rönnau. Der See gehört zum Flusssystem Trave.

## Beschreibung
Das rund 42 Hektar große Gebiet umfasst den etwa 28 Hektar großen und bis zu 21,5 Meter tiefen Ihlsee und den im Südwesten angrenzenden Ihlwald. Dieses Gebiet steht seit dem Jahr 1950 unter Naturschutz und ist seit 2006 Teil des Schutzgebietsnetzwerks Natura 2000. Das oberirdische Einzugsgebiet des Ihlsees hat eine Größe von etwa 81,2 Hektar. Das Gebiet wird vom Naturschutzbund Deutschland, Landesverband Schleswig-Holstein betreut.

### See
Der See zeichnet sich durch seine Nährstoffarmut (Oligotrophie) und seinen geringen Kalkgehalt aus. Die geringe Nährstoffkonzentration in der Wassersäule sorgt dafür, dass die pflanzliche Produktion gering ist und sich folglich nur sehr wenige Schwebstoffe und Algen im Wasser befinden. Die Sichtweite im Ihlsee beträgt an einigen Stellen bis zu sechs Metern, die Wassersäule ist bis in größere Tiefen lichtdurchflutet. Des Weiteren befindet sich am Seeboden keine oder nur eine sehr dünne Faulschlammschicht, wie sie für nährstoffreiche Seen typisch ist. Weite Schilfgebiete an den Ufern, Indikatoren für stickstoffhaltiges, nährstoffreiches und sauerstoffarmes Wasser, sind kaum vorhanden. Die Nährstoffarmut fördert die Ansiedlung von licht- und sauerstoffliebenden seltenen Wasserpflanzenarten am Ufer und am Seegrund, wie unter anderem Europäischer Strandling, Wasser-Lobelie und See-Brachsenkraut. Aufgrund des hohen Grades der Spezialisierung dieser Pflanzen reagieren sie allerdings sehr empfindlich auf Veränderungen im Ökosystem, was ihre starke Gefährdung erklärt.
Im Jahr 2005 wurde der Ihlsee wissenschaftlich beprobt und die Zusammensetzung der Wasserflora und -fauna bestimmt. Dabei wurden 25 Wasserpflanzenarten erfasst, 14 davon sind als gefährdete Arten eingestuft, acht Arten befinden sich auf der Roten Liste gefährdeter Arten in Schleswig-Holstein. Die Fischpopulation ist aufgrund des Besatzes von Aal und Karpfen relativ artenarm, da die Besatzfische vorhandene Kleinfischarten durch Wegfraß oder Nahrungskonkurrenz verdrängen. Düngerzufluss durch die Badestelle, Anwohner und Regen haben in den letzten Jahren zu höheren Nährstoffkonzentration im See geführt.

### Wald
Der Ihlwald ist ein Feucht- und Moorwald (Bruchwald), in dem sich vor allem Erlen und Birken angesiedelt haben. Über Gräben steht er in direktem Kontakt mit dem See. Im Naturschutzgebiet kann er sich ohne Einflüsse vom Menschen ungestört entwickeln. Das Totholz bietet eine gute Lebensgrundlage für viele Pflanzen und Tiere. Im Ihlwald leben einige gefährdete Tierarten wie unter anderem Teichfledermaus, Moorfrosch und Mittelspecht.

## Entstehung
Der Untergrund des Gebiets besteht vorwiegend aus Sand, der beim Abtauen des Eises nach der letzten Eiszeit aus dem Eis entlassen und im Anschluss durch Tauwasser stark ausgewaschen wurde. Er ist weitgehend von Nährstoffen befreit. Der See liegt in einer Senke, er wird nur von Grundwasser und vom Niederschlag gespeist. Nördlich der Badestelle befindet sich der Abfluss, der den See mit der Trave verbindet. Die Senke könnte sich nach der Eiszeit aufgrund von Toteis gebildet haben, es ist jedoch ebenso gut möglich, dass sie als eine Doline durch den Einsturz einer Höhle im Segeberger Salzdom entstanden ist.

## Nutzung
Das Naturschutzgebiet wird als Naherholungsgebiet genutzt, am östlichen Ufer des Sees befindet sich eine Badestelle. Weiterhin ist das nördliche Seeufer bebaut, einige Stege reichen in den See, ein Zutritt ist hier nicht möglich. Durch das Gebiet führt ein Weg um den See, der im Norden als Straße durch die Wohnbebauung und im Süden als Wanderweg durch den Ihlwald führt. Ein Angelverein nutzt das Gewässer.